# Sapajus flavius
El capuchino rubio (Sapajus flavius) es una especie de mono capuchino perteneciente al género Sapajus. Fue redescubierta en el año 2006 y se encuentra en peligro crítico de extinción. Es endémica del noreste de Brasil, donde se estima que sobreviven sólo 180 individuos.

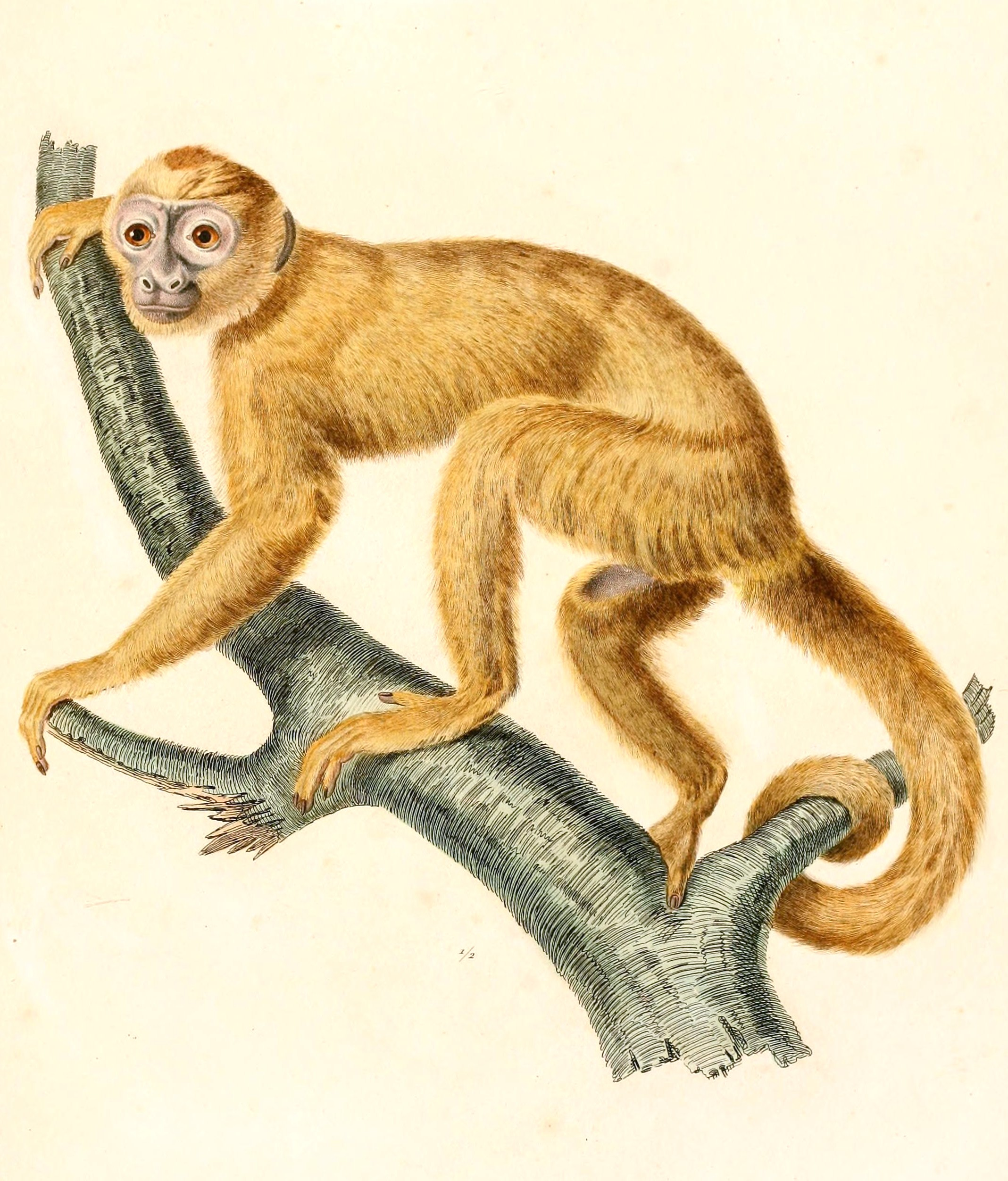
Dibujo de un ejemplar Sapajus flavius publicado en el año 1847.

## Morfología y comportamiento
El capuchino rubio presenta un pelaje uniformemente dorado. Su cabeza tiene secciones blancas, su cara es rosa y sus manos y patas, negras. Mide entre 35 y 40 cm considerando la cabeza y el cuerpo, y su cola mide prácticamente lo mismo. Pesa entre 2 y 3 kg.
Su estilo de vida es muy poco conocido. Al igual que todos los monos, es un animal diurno y arbóreo. Viven en grupos de dieciocho animales, compuesto por varios machos y hembras, así como por su descendencia común.

## Distribución y hábitat
Esta especie habita el noreste de la Mata Atlántica, que comprende los estados de Paraíba, Pernambuco, y Alagoas en el noreste de Brasil.
Los capuchinos rubios viven en una zona muy poblada, que comprende sólo 200 ha. Dicha zona está rodeada de plantaciones de caña de azúcar y la conforman árboles de bosque tropical y un pantano.

## Clasificación
En 1648, Georg Marcgrave nombró "caitaia" al capuchino rubio. En 1774 Johann Christian Daniel von Schreber clasificó al Simia flavia como una especie independiente, pero durante mucho tiempo no tuvo ningún espécimen para respaldar su teoría. Recién en 2006, los investigadores realizaron la designación que se utiliza en la actualidad. En el artículo de la nueva designación, de Oliveira y Langguth confirmaron la consistencia de las teorías de Marcgrave y Schreber sobre sus capuchinos, y le atribuyeron la autoridad a Schreber. Su nuevo nombre científico fue Cebus flavius Schreber, 1774.
Ese mismo año, Mendes Pontes y Malta reportó al Cebus queirozi como una especie nueva. Sin embargo, de Oliveira y sus colaboradores señalaron la existencia de los estudios previos, es decir, los de Marcgrave y Schreber, y señalaron que la designación del espécimen por parte de Mendes Pontes y Malta era incorrecta. A partir de entonces, C. queirozi se considera sinónimo de capuchino rubio. Rylands y Mittermeier se mostraron de acuerdo con las opiniones de Oliveira y Langguth.
En el 2011 fue cambiado su género al dividirse las especies del género Cebus, denominándose esta en adelante: Sapajus flavius.

## Especie en peligro
El capuchino rubio es una especie en peligro de extinción. La principal razón es que su hábitat se encuentra desmembrado en gran medida, debido a la tala de árboles y a su consiguiente deforestación. Las poblaciones están fragmentadas; se cree que existen cerca de veinticuatro poblaciones con un promedio de quince miembros cada una. La población total se estima en ciento ochenta animales, por lo que la IUCN clasifica la especie en peligro crítico.